# União dos Comunistas
União dos Comunistas foi um grupo guerrilheiro brasileiro.
A organização inicialmente se chamava Grupo Debate, nome tirado da revista de estudos teóricos DEBATE: problemas da revolução brasileira, editada no exílio a partir de fevereiro de 1970. O grupo era liderado por João Quartim de Moraes x-dirigente da Vanguarda Popular Revolucionária (VPR), afastado do grupo no fim de 1968 por seu apoio crítico à luta armada. Outros membros importantes eram Aloysio Nunes Ferreira e Ricardo Abramovay.
Devido a essa posição, a UC sofreria várias críticas das outras organizações. Sua postura, porém, assumiu mais tarde um perfil de crítica radical à guerrilha urbana, buscando uma aproximação com o PCB.
Entre os primeiros militantes da organização estavam, além dos membros expulsos da VPR, ex-integrantes da Vanguarda Armada Revolucionária Palmares (VAR-Palmares), da Ação Libertadora Nacional (ALN), do Partido Operário Comunista (POC) e do Movimento Armado Revolucionário (MAR), entre outros. Os principais núcleos se encontravam no Chile, e se deslocaram para a Europa depois do golpe de Pinochet, em 1973.
A partir de 1975, quando foi aprovada a Plataforma pela União dos Comunistas Brasileiros, o grupo passou a ser conhecido como União Comunista e passou a defender uma revolução socialista que passasse por uma etapa democrática. Ao mesmo tempo, com o retorno de parte dos exilados, as atividades se deslocam igualmente da França para o Brasil.
Assim, durante a década de 1970 a UC ampliou sua atividade no interior do país, distribuindo clandestinamente a revista Debate. Com a abertura política, chegou a obter expressão parlamentar em alguns estados, penetrar nas universidades e no movimento de mulheres.